# Acínaces

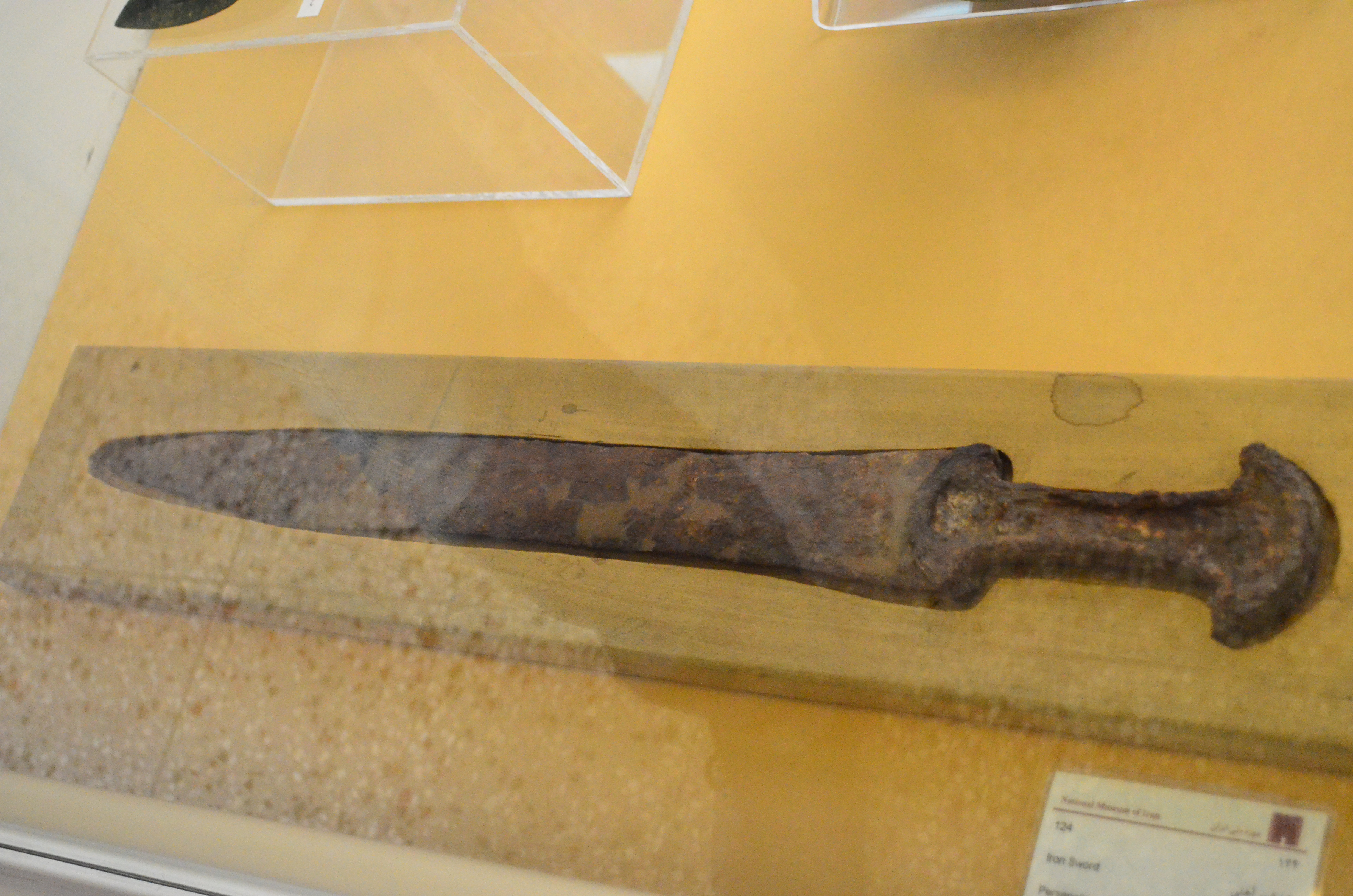
Acínaces

Una acínaces (en grec antic: ἀκῑνάκης) era una espasa d'origen escita de notable longitud que servia per atacar des de dalt del cavall. Tenia un caràcter ritual i, com que estava feta de ferro, només la portaven les classes més riques, segons diu Heròdot.
La funció sagrada o mística d'aquesta arma també es troba entre els perses, que la van adoptar, encara que d'una mida més curta. S'utilitzava com un regal per part dels reis i dels nobles, com també diu Heròdot quan parla d'una acínaces entregada per Xerxes als habitants d'Abdera.
L'acínaces es penjava a la dreta o al davant del cos, mentre al món romà i grec normalment l'espasa es penjava a l'esquerra.
La que usaven els perses era estreta i curta. El poble dels caspis també la utilitzava.